# Rayong (stad)
Rayong (Thais: ระยอง) is een stad in Oost-Thailand. Rayong is hoofdstad van de provincie Rayong en het district Rayong. De stad telde in 2000 bij de volkstelling 106.585 inwoners.